# Greetje
Greetje ist ein weiblicher Vorname.

## Herkunft und Bedeutung
Greetje ist eine verselbständigte Koseform von Margarete. Der Name ist vor allem im Friesischen und Niederländischen verbreitet.

## Namensträgerinnen
- Greetje Kauffeld (* 1939), niederländische Sängerin
- Greetje Bijma (* 1956), niederländische Jazz-Sängerin